# Anjanette Astoria
Anjanette Astoria (Virginia; 21 de agosto de 1973) es una actriz pornográfica estadounidense retirada.

## Biografía
Anjanette Astoria nació en el estado estadounidense de Virginia en 1973 con el nombre Anjanette Ingram, en el seno de una familia con ascendencia italiana, afroamericana y nativa americana. Comenzó su carrera en la industria del entretenimiento para adultos como bailarina exótica a la edad de 34 años, debutando con su primera escena en 2008 en la película de Axel Braun Cookies and MILF 3.
También ha aparecido en películas producidas por su propia empresa, Exótica 3000, así como otras productoras del sector como Mile High, Devil's Film, Evil Angel, Channel 69 y Elegant Angel. En 2012 estuvo nominada en los Premios AVN a la Artista MILF/Cougar del año, que perdió en favor de India Summer.
Se retiró en 2014, habiendo aparecido en un total de 65 películas.

## Premios y nominaciones
| Año  | Ceremonia       | Resultado | Premio                       | Trabajo             |
| ---- | --------------- | --------- | ---------------------------- | ------------------- |
| 2011 | Premios Urban X | Nominada  | Mejor escena de sexo lésbico | The Session         |
| 2011 | Premios Urban X | Nominada  | Mejor escena de sexo anal    | Cougar on the Prowl |
| 2011 | Premios Urban X | Nominada  | Mejor escena de trío         | Cougar on the Prowl |
| 2011 | Premios Urban X | Nominada  | Artista MILF del año         | —                   |
| 2011 | Premios Urban X | Nominada  | Mejores pechos               | —                   |
| 2012 | Premios AVN     | Nominada  | Artista MILF/Cougar del año  | —                   |
| 2012 | Premios Urban X | Nominada  | Artista MILF del año         | —                   |
| 2012 | Premios XBIZ    | Nominada  | Artista MILF del año         | —                   |